# Biblioteca de l'Escola d'Enginyeria de Barcelona Est
La Biblioteca de l'Escola d'Enginyeria de Barcelona Est (EEBE), inaugurada el 14 de setembre de 2016, és una biblioteca universitària de la Universitat Politècnica de Catalunya que dona servei a tota la comunitat universitària del Campus Diagonal Besòs.
El seu fons està especialitzat en documentació i recursos d'informació de l'àmbit de l'enginyeria mecànica, elèctrica, electrònica industrial i automàtica, química, materials, de l'energia i biomèdica; totes elles temàtiques de les titulacions que s'imparteixen a l'EEBE. També compta amb un fons especialitzat de cuina catalana i d'història de Catalunya. Tot aquest fons documental es pot localitzar des del Catàleg UPC des d'on també es pot accedir a bases de dades especialitzades i a llibres i revistes electròniques.
La Biblioteca actualment té 1.249 m² i 364 places de lectura i els serveis que ofereix als seus usuaris són servei de préstec de documents, portàtils, equips i sales de treball en grup; servei d'obtenció de documents, servei d'informació especialitzada, formació sobre habilitats informacionals, assessorament sobre propietat intel·lectual i servei de suport a la recerca del professorat del Campus Diagonal Besòs.